# محوطه میر عبدل ۱
محوطه میر عبدل ۱ مربوط به هزاره ۴ قبل از میلاد است و در شهرستان گلشنشهر جالق، کیلومتری ۷ جالق به سراوان، ۱ کیلومتری جنوب شرق جاده ارتباطی ضلع شمالی کوه میر عبدل واقع شده و این اثر در تاریخ ۲۸ اسفند ۱۳۸۵ با شمارهٔ ثبت ۱۸۹۳۴ به‌عنوان یکی از آثار ملی ایران به ثبت رسیده است.